# Zied Ben Mahyub
Zied Ben Mahyub es un deportista tunecino que compitió en judo. Ganó una medalla de bronce en el Campeonato Africano de Judo de 2005, en la categoría de –60 kg.

## Palmarés internacional
| Campeonato Africano | Campeonato Africano          | Campeonato Africano | Campeonato Africano |
| Año                 | Lugar                        | Medalla             | Categoría           |
| ------------------- | ---------------------------- | ------------------- | ------------------- |
| 2005                | Puerto Elizabeth (Sudáfrica) | Medalla de bronce   | –60 kg              |